# Collectif Futsal Colmar
Maillots
Le Collectif Futsal Colmar est un club sportif français de futsal fondé en 2007 et basé à Colmar. Il est le doyen des clubs de futsal d'Alsace.

## Histoire

### Débuts en championnat de France (2007-2012)
Créé en 2007, doyen de la discipline en Alsace, le club prend part au nouveau Challenge national dès l’année suivante.
Lors de la saison 2009-2010, le Collectif Europe 07 se maintient en Championnat de France.
Début avril 2011, à trois journées de la fin du championnat 2010-2011, les Colmariens pointent au cinquième rang (42 pts).

### Poursuite en régional (depuis 2012)
Le club doit ensuite faire face à des départs de joueurs ainsi que, surtout, de bénévoles et décroît.
En 32e de finale de la Coupe nationale 2014-2015, le Collectif Colmar affronte le troisième de la Division 2, Longwy Boys mais s’incline aux tirs au but (défaite 5-5 tab 5-6).
En décembre 2021, le CFC se qualifie pour la finale régionale de la Coupe de France aux dépens de la nouvelle section futsal du RC Strasbourg. Passant ce tour, l'équipe est ensuite éliminée en 32e de finale chez le BVE (10-2). Au terme de la saison 2021-2022, l'équipe remporte le championnat Régional 1 de la Ligue Grand-Est et accède aux barrage d'accession en Division 2. L'équipe perd en équipe Île-de-France chez le Diamant Futsal (7-3) et reste en R1.

## Palmarès

### Titres et trophées
L'équipe participe aux finales de la Coupe Nationale Futsal en 2010.

### Bilan par saison
| Saison    | Championnat                 | Championnat | Championnat | Championnat | Championnat | Championnat | Championnat | Championnat | Championnat | Championnat | Championnat  | Coupe de France         | Entraîneur      |
| Saison    | Division                    | Class.      | Pts         | M           | V           | N           | D           | Bp          | Bc          | Diff.       | Phase finale | Coupe de France         | Entraîneur      |
| --------- | --------------------------- | ----------- | ----------- | ----------- | ----------- | ----------- | ----------- | ----------- | ----------- | ----------- | ------------ | ----------------------- | --------------- |
| 2008-2009 | Challenge national - grp. C | 4e/7        | 14 pts      | 6           | 2           | 2           | 2           | 34          | 33          | +1          | -            | Demi-finales nationales |                 |
| 2009-2010 | Championnat France - grp. A | 6e/12       | 57 pts      | 22          | 11          | 2           | 9           | 133         | 106         | +27         | -            | demi-finaliste          |                 |
| 2010-2011 | Championnat France - grp. A | 6e/11       | 45 pts      | 20          | 8           | 1           | 11          | 86          | 140         | -54         | -            |                         |                 |
| 2011-2012 | Championnat France - grp. A | 10e/12      | 39 pts      | 22          | 5           | 2           | 15          | 59          | 123         | -64         | -            |                         |                 |
| 2012-2013 | DH                          |             |             |             |             |             |             |             |             |             |              |                         |                 |
| 2013-2014 |                             |             |             |             |             |             |             |             |             |             |              |                         |                 |
| 2014-2015 | régional                    |             |             |             |             |             |             |             |             |             |              | 32e de finale           |                 |
| 2015-2016 |                             |             |             |             |             |             |             |             |             |             |              |                         |                 |
| 2016-2017 |                             |             |             |             |             |             |             |             |             |             |              |                         |                 |
| 2017-2018 |                             |             |             |             |             |             |             |             |             |             |              |                         |                 |
| 2018-2019 |                             |             |             |             |             |             |             |             |             |             |              |                         |                 |
| 2019-2020 |                             |             |             |             |             |             |             |             |             |             |              |                         |                 |
| 2020-2021 |                             |             |             |             |             |             |             |             |             |             |              |                         |                 |
| 2021-2022 | Régional 1                  | 1er         |             |             |             |             |             |             |             |             | 1er tour     | 32e de finale           | Lahcen Benyahia |
| 2022-2023 | Régional 1                  |             |             |             |             |             |             |             |             |             |              |                         |                 |

## Structure du club

### Statut du club et des joueurs
Le Sporting Paris est affilié à la Fédération française de football, qui régit le futsal en France, sous le numéro 553478. Le club réfère à ses antennes délocalisées : la Ligue régionale du Grand-Est et le District départemental d'Alsace.
Les joueurs ont soit un statut bénévole ou amateur.

### Identité et image
Le club évolue avec des maillots bleu et jaune.

Logo du Collectif Europe '07.
Logo du Collectif Futsal Colmar.
Logo du CF Colmar à partir de 2021.

### Salle
Le CFC évolue au gymnase Barrès de Colmar.
En début de saison 2021-2022, le président Rachid Douirhi déclare : « Nous avons le soutien de la mairie qui a fait de gros efforts en nous octroyant la salle du Grillenbreit, mais également les salles Molière et Waltz ».

## Personnalités

### Dirigeants
Khaled Salah fait partie des fondateurs du club en 2007.
Début 2010, Yavuz Yildiz est président du club,. En 2012, Yavuz Yildiz laisse son poste au cofondateur Khaled Salah.
À la rentrée 2021, Rachid Douirhi succède à Khaled Salah à la présidence du club,, après neuf années en poste. Douirhi est aussi conseiller de la Ville. À l'été 2022, deux anciens présidents sont alors toujours membre du comité directeur, Yavuz Yildiz et Khaled Salah,.

### Entraîneurs
En 2010, Balki est l’entraîneur joueur du Collectif Europe.
À la rentrée 2021, l'ancien joueur du club Lahcen Benyahia devient entraîneur de l'équipe,.

### Joueurs
Le Collectif véhicule une image de club formateur dans la discipline et comprend des joueurs qui ont côtoyé leurs sélections nationales, à l’image de Barwane Hassani, convoqué chez les jeunes, mais également le gardien international algérien Farid Tifrani, ou encore Mohamed Balki.
Au début des années 2010, la future footballeuse internationale marocaine Imane Saoud évolue au CFC.
À l'été 2022, le président Rachid Douirhi explique « Nous parvenons à rayonner car nous attirons des joueurs de l’agglomération colmarienne et même certains au-delà. Notre volonté première est avant tout sociale ». L'année précédente, il précisait : « C’est un travail qui paye car aujourd’hui, les jeunes que nous avions lancés en U13 sont dans notre équipe première ».

## Autres équipes
En début de saison 2021-2022, le président Rachid Douirhi déclare : « Nous avons une école de futsal et nous créons une équipe féminine ».
Pour la rentrée 2022, ouvert à tous et à toutes, le CFC est représenté dans presque toutes les catégories, des U7 aux seniors, avec une équipe féminine.